# Marganiec
Marganiec (ukr. Марганець, Marhaneć) – miasto na Ukrainie, w obwodzie dniepropetrowskim, na prawym brzegu Zbiornika Kachowskiego.

## Geografia
Miasto zostało założone na brzegu rzeczki Tomakiwka; obecnie po wybudowaniu Zbiornika Kachowskiego leży na prawym jego brzegu. Brzegi Tomakiwki słynęły dawniej z trzciny wysokiej jakości. Miasto położone jest w pobliżu miasta Nikopol i razem z miastem Pokrow oraz osadą Tomakiwka wchodzi w skład aglomeracji nikopolskiej. Miasto Marganiec obejmuje również wyspę Tomakiwkę, gdzie przez pewien czas znajdował się Kosz Siczy Zaporoskiej, oraz inną dawna osadę kozacką – Horodyszcze.

## Historia
Na terenie dzisiejszego miasta Marganiec narodziła się Sicz Zaporoska, którą założono na wyspie Tomakiwka. Sicz Tomakiwska istniała do roku 1593, kiedy została przeniesiona na wyspę Bazawłuk, w pobliżu wsi Kapuliwka, na zachód od Nikopola. Część Kozaków osiedliła się tu ponownie w czasach Katarzyny II. Impuls do rozwoju regionu dało odkrycie złóż manganu. Pierwsza kopalnia w rejonie powstała w dawnej kozackiej wsi Horodyszcze. Intensywny rozwój doprowadził do nadania osadzie praw miejskich w roku 1938.

## Mangan
Nazwa miasta pochodzi od głównego zajęcia ludności, to jest wydobycia i wzbogacania manganu (po ukraińsku właśnie marhaneć). Rejon słynie z prawdopodobnie największych na świecie złóż rud tego metalu, odkryte w 1883 r.
Kopalnie manganu decydują o charakterze miasta. Dla celów kształcenia kadr górniczych, w mieście założono instytut, obecnie przekształcony w technikum. Oprócz zakładów związanych z wyrobem rudy, jak 16 kopalni, w mieście znajdują się również inne zakłady przemysłowe, niezbędne do funkcjonowania miasta.

## Podział administracyjny
Miasto jest podzielone na dzielnice, tak zwane rejony: Horodyszcze, Maksymiwka, Pidhora, Zakamjanka, Nowoseliwka, Enhels, Tomakiwka, Kirowa, Instytut, Centr, Basaniwka oraz Hrusziwka.

## Nauka i kultura
Oprócz wymienionego technikum górniczego, w mieście znajdują się liczne kluby, biblioteki, muzea, kina, a także stadion sportowy.

## Ekologia
Wybudowanie Zbiornika Kachowskiego bardzo zmieniło miejscowy klimat, dzięki któremu w rejonie miasta żyło wiele rzadkich gatunków fauny i flory. Ponadto naprzeciw miasta, po drugiej stronie zbiornika, ulokowano elektrociepłownię, a w pobliżu – elektrownię jądrową.

## Transport
Miasto jest lokalnym węzłem komunikacyjnym. Dworzec kolejowy i autobusowy.

## Miasto w kulturze i sztuce
Marganiec upamiętnił w swojej poezji ukraiński poeta Wołodymyr Sosiura.